# NGC 7220
NGC 7220 (również PGC 68241) – galaktyka soczewkowata (SB0), znajdująca się w gwiazdozbiorze Wodnika. Odkrył ją w 1886 roku Frank Muller.